# Manuel Santander Cahué
Manuel Santander Cahué, más conocido como Manolo Santander (Cádiz, 21 de noviembre de 1962-ib., 3 de septiembre de 2019), fue un chirigotero español del Carnaval de Cádiz, reconocido como uno de los grandes estandartes de la chirigota clásica viñera, y creador del himno oficioso del Cádiz Club de Fútbol.

## Biografía
Manolo Santander nace en la calle Hospital de Mujeres (Cádiz), posteriormente se muda al barrio de la Viña, de donde era su mujer.
Los orígenes de Manolo Santander en el carnaval vienen de la mano de El Libi. Ambos vivían muy cerca del Teatro Falla. Aunque en casa de Manolo no había una gran afición al Carnaval, el hecho de que pasara tanto tiempo con El Libi, y de que a su alrededor se escuchara y se viviera el carnaval de una forma muy intensa, hizo que en 1981 se lanzara a dar el paso de participar en el Concurso de agrupaciones del Carnaval, ganando un primer premio en juveniles con ‘Los ases del Jazz‘, al igual que en los dos años siguientes con ‘Los Tom Sawyer‘ y ‘Los piratas de la cascada‘.
El grupo con el que consiguió un buen número de éxitos fue gestándose, primero con los hermanos Sánchez Alba como autores, en chirigotas como 'Las brujas piti', luego con los Alcántara en algunas como 'Los del perejil lacio', y posteriormente con Carapalo en míticas agrupaciones como 'El crimen del mes de mayo'.
Aunque Santander ya participaba en la elaboración de los repertorios, fue en 1993 cuando se lanzó como letrista en solitario, siempre con el grupo dirigido por 'El Petra', sacando chirigotas como 'Los duros de mollera' o 'Los muertos del Carnaval'.
Entre el largo palmarés, destacan el primer premio del año 2000 con 'Los de Capuchino', además del logrado en su última agrupación en 2019 con 'La maldición de la lapa negra'.
Fue el autor del himno oficioso del Cádiz Club de Fútbol, que presentó a través de la chirigota ‘La familia Pepperoni’, con la que consiguió un cuarto premio en el año 1998.
Falleció como consecuencia de un cáncer, siendo homenajeado por su hijo y por su hija y toda su familia y por diversas personas del mundo cultural gaditano. Tras su fallecimiento, la antigua Plaza de la Reina pasó a llamarse Plaza Manolo Santander en su honor.

### Pasodoble al Cádiz Club de Fútbol
En el Carnaval de Cádiz del año 1998, Manolo Santander presentó su agrupación chirigotera 'La familia Pepperoni', agrupación que alcanzó el cuarto premio en la modalidad de chirigota. Pese al puesto alcanzado, esta agrupación siempre quedó en la retina y en la memoria de todo el mundo por su famoso pasodoble en honor a su equipo de toda la vida el Cádiz Club de Fútbol, y que todos lo reconocen por la famosa frase «me han dicho que el amarillo». Tras varios años siendo himno oficioso del equipo de la ciudad, el presidente del Cádiz, Manuel Vizcaíno, entregó una placa a Manolo Santander en reconocimiento al que sigue siendo himno oficial del Cádiz Club de Fútbol.  

Me han dicho que el amarillo está maldito pa' los artistas,
y ese color sin embargo es gloria bendita para los cadistas.
Y aunque reciben a cambio todo un calvario de decepciones,
de amarillo se pintan la cara, amarillos son sus corazones,
han dado su vida y sus gargantas siguiendo donde haga falta
al Cádiz de sus amores.
RATA,TATARA,TATARATAA
Benditos sean los que llenan de esperanza,
RATA,TATARA,TATARATAA
cada rincón, cada escalón de mi Carranza.
Sin importarles que nunca vayan a ser campeones.
Han conseguido el respeto de toda España por esos colores
¡POR ESO VIVA MI CÁDIZ, VIVAN LOS CADISTAS, VIVAN SUS COJONES!

## Trayectoria Carnavalesca
| Año  | Agrupación                                     | Puesto | Modalidad | Autoría                    |
| ---- | ---------------------------------------------- | ------ | --------- | -------------------------- |
| 1981 | Los ases del jazz                              | Juv    | Chirigota | Letra, música y dirección  |
| 1982 | Los Tom Sawyer                                 | Juv    | Chirigota | Letra, música y componente |
| 1983 | Los piratas de la cascada                      | Juv    | Chirigota | Letra y componente         |
| 1984 | Las brujas Piti                                | SF     | Chirigota | Componente                 |
| 1985 | Que viene el coco                              | SF     | Chirigota | Componente                 |
| 1985 | Los bailones                                   | Juv    | Chirigota | Letra y música             |
| 1986 | Los locos de la colina                         | SF     | Chirigota | Componente                 |
| 1987 | Las olas del campo Ersu                        | 4      | Chirigota | Componente                 |
| 1987 | Enredo                                         | 1Acc   | Cuarteto  | Letra y música             |
| 1988 | Los del perejil lacio                          | 2      | Chirigota | Componente                 |
| 1988 | El velatorio                                   | 1      | Cuarteto  | Letra                      |
| 1989 | El crimen del mes de mayo                      | 1      | Chirigota | Música y componente        |
| 1990 | Hasta que la muerte nos separe                 | 1      | Chirigota | Componente                 |
| 1991 | Bebe a bordo                                   | 2      | Chirigota | Música y componente        |
| 1992 | Bien nos diste coba... Cristoba                | 2      | Chirigota | Letra y componente         |
| 1993 | Retratos de familia                            | SF     | Chirigota | Letra y componente         |
| 1994 | Los muertos del carnaval                       | SF     | Chirigota | Letra y componente         |
| 1995 | Los Normandos a distancia                      | Prelim | Chirigota | Música                     |
| 1995 | Los duros de mollera                           | SF     | Chirigota | Letra y componente         |
| 1996 | Las viejas glorias                             | SF     | Chirigota | Letra y dirección          |
| 1997 | Guasa cubana                                   | 4      | Chirigota | Letra y dirección          |
| 1998 | La familia Pepperoni (Vendetta)                | 4      | Chirigota | Letra y componente         |
| 1999 | El séptimo de caballería                       | SF     | Chirigota | Letra, música y dirección  |
| 2000 | Los de Capuchinos                              | 1      | Chirigota | Letra, música y componente |
| 2001 | El Atlético Agujeta                            | 2      | Chirigota | Letra, música y componente |
| 2002 | Los morazos de la viña                         | SF     | Chirigota | Letra, música y componente |
| 2003 | La furia española: bajitos, cabreaos y de baja | SF     | Chirigota | Letra, música y componente |
| 2004 | Lo más feo de Cai                              | 4      | Chirigota | Letra, música y componente |
| 2005 | Los tiesos                                     | SF     | Chirigota | Letra, música y componente |
| 2006 | El Movimiento del 36                           | Desc   | Chirigota | Letra, música y componente |
| 2007 | Los de la roca                                 | SF     | Chirigota | Letra y componente         |
| 2008 | Los bichos (Fuerzas nasales)                   | SF     | Chirigota | Letra y componente         |
| 2009 | Los primerizos                                 | CF     | Chirigota | Letra y componente         |
| 2010 | El submarino amarillo                          | SF     | Chirigota | Letra y música             |
| 2011 | Ángeles y malangeles (Las dos caras de Cádiz)  | CF     | Chirigota | Letra, música y dirección  |
| 2014 | Los destripadores de la calle Londres          | SF     | Chirigota | Letra, música y componente |
| 2015 | Los del puntazo en el coco                     | SF     | Chirigota | Letra, música y componente |
| 2016 | Una especie en extinción (Los Chirigoteros)    | CF     | Chirigota | Letra, música y dirección  |
| 2017 | Los de Cádiz Norte                             | 2      | Chirigota | Letra, música y componente |
| 2018 | Los brujos Titis                               | SF     | Chirigota | Letra, música y componente |
| 2019 | La maldición de la lapa negra                  | 1      | Chirigota | Letra, música y componente |

### PalmarésCOAC
- Primeros Premios: 9
- Segundos Premios: 5
- Terceros Premios: 0
- Cuartos Premios: 4

### Otros premios
- Antifaz de Oro (2012)